# Айвэн, Томас
Томас «Томми» Айвэн (31 января 1911, Торонто, Онтарио, Канада — 25 июня 1999, Чикаго, Иллинойс, США) — канадский тренер по хоккею.

## Биография
Родился 31 января 1911 года в Торонто в семье македонских иммигрантов. В детстве получил серьёзную травму лица, хотя до этого он мечтал стать хоккеистом, его мечта впоследствии осуществилась — он стал тренером и наставником хоккеистов. В 1947 году возглавил ХК Детройт Ред Уингз, и благодаря его стараниям, ХК трижды стал обладателем Кубка Стэнли.
В 1954 году возглавил ХК Чикаго Блэкхокс и был у руля данного ХК вплоть до 1977 года. В периоды с 1960 по 1961 гг. был признан лучшим тренером НХЛ.
В 1976 году руководил сборной США на турнире Кубка Канады. После окончания тренерской карьеры вошёл в состав управления НХЛ.
Скончался 25 июня 1999 года в Чикаго от почечной болезни.

## Награды, премии и почётные звания
- Председатель Зала хоккейной славы НХЛ.
- 1974 — ввод в Зал хоккейной славы НХЛ.
- 1974—75 — ежегодное вручение самому лучшему хоккеисту кубка Томаса Айвэна.
- 1975 — вручение кубка Патрика Лестера за огромный вклад в развитие хоккея в США.